# 人道に対する罪
人道に対する罪（じんどうにたいするつみ、英: crime against humanity）とは、「国家もしくは集団によって一般の国民に対してなされた謀殺、絶滅を目的とした大量殺人、奴隷化、追放その他の非人道的行為」と規定される犯罪概念。ニュルンベルク裁判の基本法である国際軍事裁判所憲章で初めて規定され、1998年の国際刑事裁判所ローマ規程において「人道に対する犯罪」として定義された。現在ではジェノサイド、戦争犯罪とともに「国際法上の犯罪」を構成する。戦時、平時を問わない。

## 経緯

### 登場
トルコによるアルメニア人虐殺に対する1915年の英仏露共同宣言中でその概念が初めて登場した。セーヴル条約230条ではアルメニア人虐殺に対する責任者の、連合国に対する引き渡しと裁判を定めている。これに基づき、マルタ島に設置された国際法廷において旧オスマン帝国高官に対する審理が行われたが、証拠不十分で全員が無罪となった。その他ドイツなどの中央同盟国に対しては、ヴィルヘルム2世の条約違反や個々の戦争犯罪については訴追する動きがあったものの、「人道に対する罪」としての訴追は検討されなかった。第二次世界大戦中に慣習国際法上確立していなかったともされる。

### 第二次世界大戦時および戦後における動向
第二次世界大戦において、連合国は当時のジュネーヴ条約等では戦争犯罪人と同じ国籍を有する被害者を保護できないと考え、人道に対する罪を個人の戦争犯罪として定義した。この際、アメリカが1944年秋から翌1945年8月までの短期間に国際法を整備したことから、国際軍事裁判所憲章以前には存在しなかった「人道に対する罪」と「平和に対する罪」の二つの新しい犯罪規定については事後法であるとの批判や、刑罰不遡及の原則（法の不遡及の原則）に反するとの批判もあった。また、戦後処罰政策の実務を担ったマレイ・バーネイズ大佐は開戦が国際法上の犯罪ではないことを認識していたし、後に第34代大統領になるドワイト・D・アイゼンハワー元帥も、これまでにない新しい法律をつくっている自覚があったため、こうした事後法としての批判があることは承知していたとみられている。

### 国際軍事裁判所憲章
第二次世界大戦後のニュルンベルク裁判の基本法である国際軍事裁判所憲章で初めて規定された。1945年8月8日に制定された同憲章五条及び六条では、(a)平和に対する罪、(b)戦争犯罪、(c)人道に対する罪の三つが、同裁判所の管轄する犯罪とされた。
なお、日本でいう戦犯のA級・B級・C級という区分は、元来はこの憲章規定にあたるという意味であって、「C級よりA級の方が重大」という意味ではない。ニュルンベルク裁判ではナチスによるユダヤ人の大量虐殺（ホロコースト）が衝撃的であったため、C級犯罪である「人道に対する罪」がA級の「平和に対する罪」を凌駕するような印象になったが、検察はA級の「平和に対する罪」を最も訴追した。
日本の戦争犯罪を裁く極東国際軍事裁判における戦争犯罪類型C項でも規定されたが、日本の戦争犯罪とされるものに対しては適用されなかった。連合国側が、日本の場合はナチス・ドイツの「ユダヤ人問題の最終的解決」のような民族や特定の集団に対する絶滅意図はなかったと判断したためである。南京事件いわゆる南京大虐殺については連合国は交戦法違反として問責し、「人道に関する罪」は適用されなかった。

## 戦争犯罪及び人道に反する罪に対する時効不適用に関する条約
1968年11月26日、第23回国際連合総会で、「戦争犯罪及び人道に反する罪に対する時効不適用に関する条約」が採択された。この条約は前文および11条からなり、第一条で戦争犯罪と人道に反する犯罪について時効は「その犯罪の行われた時期にかかわりなく、適用されない」と規定された。
- 戦争犯罪とは「1945年8月8日のニュルンベルグ国際軍事裁判所規約で定義され、1946年2月13日の第一回国連総会決議三及び 1946年12月11日の同国連総会決議九五によって確認された戦争犯罪のことで、「とくに戦争犠牲者の保護に関する1949年のジュネーブ協定に列挙された重大な違反」を指すと規定されている。
- 「人道に反する犯罪」とは「戦争中たると平時たるとを問わず」、ニュルンベルグ国際軍事裁判所規約、第一回国連総会決議3、および国連総会決議95によって確認された「人道に反する犯罪」のことを指し、さらに、「武力攻撃又は占領による追放、アパルトヘイト政策に結果する非人道的行為、並びに1948年の集団殺害罪の防止及び処罰に関する条約に定義され た集団殺害の犯罪で、かかる犯罪行為が犯罪の行われた国の国内法に違反しない場合をも含む」と規定された。

この条約には58国が同意、7国は反対、36国が棄権、23国は裁決に加わらなかった。
日本は過去にさかのぼり時効の適用を撤廃することは日本国憲法第39条（事後法・遡及処罰の禁止）に反する疑いがあり、また犯罪の定義が不明確であるとの理由から締約国の範囲を定めた第5条に賛成したほかは各条項および条約案全体を棄権した。
中華人民共和国はアルバニア決議以前であったため国連未加盟で、東西ドイツも同じく国連未加盟のため採決に参加せず、また本条約に参加していない。
1969年に11カ国が署名、うちメキシコを除く10カ国の批准により1970年11月11日発効した（メキシコは2002年に批准）。のちパレスチナ国家を含む全56国が加盟している。
合意国家
以下は各国家の判断。※国名は当時のもの
- アルジェリア
- ブルガリア
- ビルマ
- 白ロシアSSR（現・ベラルーシ）
- 中央アフリカ共和国
- セイロン（現・スリランカ）
- チャド
- チリ
- 中華民国（台湾）
- キプロス
- チェコスロヴァキア社会主義共和国
- ダオメ共和国（現・ベナン共和国）
- エチオピア
- ガボン
- ガーナ
- ギニア
- ハンガリー
- インド
- インドネシア
- イラン
- イラク
- イスラエル
- 象牙海岸（現・コートジボワール）
- ケニア
- クエート
- レバノン
- リベリア
- リビア
- マレーシア
- モルディブ諸島
- モーリタニア
- メキシコ
- モンゴル人民共和国
- モロッコ
- ネパール
- ニジェール
- ナイジェリア
- パキスタン
- フィリピン
- ポーランド
- ルーマニア
- ルワンダ
- サウジアラビア
- セネガル
- シンガポール
- 南イエメン人民共和国
- スーダン
- シリア
- トーゴ
- チュニジア
- ウクライナSSR（現・ウクライナ）
- ソビエト社会主義共和国連邦（現・ロシア連邦）
- アラブ連合
- タンザニア
- 上ボルタ（現・ブルキナファソ）
- ユーゴスラヴィア社会主義連邦共和国
- ザンビア

以上、条約に58国が同意した。
反対国家
- アメリカ合衆国
- オーストラリア
- ポルトガル
- 南アフリカ共和国
- エルサルバドル
- 連合王国（イギリス）
- ホンジュラス

以上、7国は反対した
棄権国家
- アフガニスタン
- アルゼンチン
- オーストリア
- ベルギー
- ボリヴィア
- ブラジル
- カナダ
- コロンビア
- コスタリカ
- デンマーク
- エクアドル
- フィンランド
- フランス
- ギリシャ王国（現・ギリシャ共和国）
- グアテマラ
- ガイアナ
- ハイチ
- アイスランド
- アイルランド
- イタリア共和国
- ジャマイカ
- 日本
- ラオス
- ルクセンブルク
- オランダ
- ニュージーランド
- ニカラグア
- ノルウェー
- パナマ
- ペルー
- スペイン
- スウェーデン
- タイ王国
- トルコ共和国
- ウルグアイ
- ベネズエラ

以上、36国が棄権した
不参加国家
- アルバニア
- バルバドス
- ボツワナ
- ブルンジ共和国
- ドミニカ共和国
- カンボジア
- カメルーン
- コンゴ民主共和国
- コンゴ共和国
- ガンビア
- ヨルダン
- イエメン・アラブ共和国
- レソト
- マダガスカル
- マラウイ
- マルタ
- モーリシャス
- パラグアイ
- シエラレオネ
- ソマリア
- スワジランド
- トリニダード・トバゴ
- ウガンダ

以上、23国は裁決に加わらなかった。

## 旧ユーゴ・ルワンダ国際戦犯法廷
1993年、国連安全保障理事会が設置した旧ユーゴスラビア国際戦犯法廷では「国際又は非国際武力紛争において犯された人道に対する罪」として規定し、「一般住民に対して行われた、殺人、殲滅、奴隷化、強制移送、拷問、強姦、政治的・宗教的理由による迫害などが人道に対する罪に該当する」としている。また、国際刑事裁判では1994年のルワンダ国際戦犯法廷においても人道に対する罪を処罰対象にしている。

## 国際刑事裁判所ローマ規程
1998年7月17日、ローマ会議において、国際刑事裁判所ローマ規程（以下、ローマ規程）が採択された。署名期限までに139カ国により署名が行われた。
アメリカ合衆国は起草段階で関わったが本会議では反対票を投じた。その後、クリントン政権が2000年12月31日にローマ規程に署名したが、批准しないと公言しており、ブッシュ政権の2002年5月6日に署名を撤回した。この署名撤回は前例がなく議論となり、国際連合事務局条約局は正式に受理していない(国際刑事裁判所#アメリカの姿勢参照)。また、中華人民共和国は「国際社会が必要としているのは人権裁判所ではなく、特別な重大犯罪を裁く刑事裁判所である」と主張して反対票を投じ、イスラエルも反対票を投じたがその後署名するも批准しないと明言し、ロシアは署名したが批准しておらず、アラブ諸国22国のうち批准国は3国にとどまり、インド、スーダン、ジンバブエは反対表明を続けている。日本は2007年10月1日に105ヵ国目の締約国となった。
ローマ規程第7条では、「人道に対する犯罪」として以下の通り定義されている。なおジェノサイド条約の集団殺害罪とは構成要件を異にする。すなわち客体は「文民」であり、また意図に関する要件（集団の全部または一部を破壊する意図）はない。（ジェノサイド参照）

## 国際刑事裁判所発足
その後、批准国数の要件が満たされ、2002年7月1日、オランダのハーグにて常設の国際刑事裁判所（ICC）が発足した。ローマ規程に基づき、現在、人道に対する罪（規程では「人道に対する犯罪」）はこの裁判所の管轄事項となっている。この規程においては拉致も含む強制失踪やアパルトヘイト、性的奴隷や強制妊娠、強制断種も人道に対する罪として定められ、強制失踪については2006年に強制失踪防止条約が採択され2010年12月23日に発効した。
国際連合常任理事国が行った人道に対する罪と指摘されているものについては現在に至るまで裁判は開かれていない。

## 事例

### ローマ規程に基づく事例
以下に国際刑事裁判所ローマ規程に基づき人道に対する罪と主張された事例を記載する。尚、これら事例は規程の犯罪の定義に基づく適用ではあるが、下記の規定に該当する事例については国際刑事裁判所は管轄権を持たない。
1. 規程第11条「時間についての管轄権」により、裁判所は規程発効以降の犯罪についてのみ管轄権を有する[14]。
2. 規程第24条「人に関する不遡及」により、個人は規程発効前の行為について刑事上の責任を有さない[15]。
3. 消減時効の不適用を定める規程第29条「出訴期限の不適用」は規程発効以前の行為には適用されない[16]。

#### ウクライナ大飢饉
1932年から1933年にかけてのソビエト連邦によるウクライナ人に対する人為的な大飢饉（ホロドモール）。

#### ナチスドイツのホロコースト
ナチス・ドイツによるホロコースト。

#### カンボジア特別法廷
1975年から1979年のカンボジアでクメール・ルージュ政権（民主カンボジア、民主カンプチア）によって行われた虐殺等の重大な犯罪について、カンボジア特別法廷が開かれ、2012年、人道に対する罪に問われた元政治犯収容所長カン・ケク・イウ被告に対し、最高刑の終身刑を言い渡した。

#### アパルトヘイト
南アフリカにおけるアパルトヘイト政策は、ネルソン・マンデラが大統領に就任し、完全撤廃された。のち1998年の国際刑事裁判所ローマ規程第7条(j)では、アパルトヘイトは、「アパルトヘイト犯罪」として、「人道に対する罪」として規定された。

#### スレブレニツァの虐殺
1991年 - 1999年 旧ユーゴスラビアにおける敵対住民に対する行為。スレブレニツァの虐殺。

#### ルワンダ虐殺
1994年 ルワンダにおけるフツ族によるツチ族に対する行為。

#### コートジボワール騒乱
2011年11月29日、国際司法裁判所(ICC)はローラン・バグボ前コートジボワール大統領を人道に対する罪で逮捕。史上初めて元首経験者に対し逮捕状を執行したケースである。2010年コートジボワール危機における人権侵害行為があったとされた。罪状の証明や証拠不十分により2021年3月にバグボの無罪が確定した。

### その他の事例
その他、ICCが正式に適用したわけではないが、「人道に対する罪」を適用すべきと提唱された事例を挙げる。
- 東京裁判[19]。1983年5月28・29日の池袋のシンポジウムでソウル大学教授白忠鉉は、東京裁判の欠陥として、日本統治下による人民虐待に対して戦勝国が人道に対する罪に注意を払わなかったことと指摘した[25][19]。他に幼方直吉[26]や、白鷗大学教授清水正義[19][27]、日本民主法律家協会理事で在日朝鮮人・人権セミナー事務局長の前田朗[28]らが旧日本軍の戦争犯罪について「人道に対する罪」違反と主張している。
  - また日本軍の慰安婦制度についても日本・韓国・アメリカの市民団体や研究者らが「人道に対する罪」違反と主張し、2013年1月19日にはニューヨーク州上院議会で日本軍慰安婦制度は、人道に対する罪にあたるとする決議を採択した。
- ベトナム戦争時のカンボジア侵攻、チリ・クーデター工作、インドネシアによる東ティモール侵攻へのアメリカの協力を指揮した元国務長官・国家安全保障問題担当大統領補佐官のヘンリー・キッシンジャーに対して、クリストファー・ヒッチンスやシーモア・ハーシュらは「人道に対する罪」「戦争犯罪人」として糾弾した[29]。
- 2009年5月5日、中国によるチベット民族弾圧 - スペイン最高裁判所（スペイン語版、英語版）サンチャゴ・ペドラズ（スペイン語版）(Santiago Pedráz)判事が中国政府高官8人を「人道に対する罪」を犯した容疑で裁判に召還することを発表、翌日には中国に通知された。容疑者にはチベット自治区党委員会書記張慶黎（中国語版、英語版、フランス語版）やウイグル自治区党委員会書記王楽泉が含まれている[30]。中国政府は「虚偽訴訟」として訴訟に応じないと発表した。
- 2010年 - 市民団体の欧州放射線リスク委員会(ECRR)は勧告『低線量の電離放射線被曝のもたらす健康への影響』において、軍用の核兵器開発や核実験による放射能汚染を人道に対する罪とみなすべきとした[31]
- 2011年 - シリア騒乱 - 同年11月28日、国連独立調査委員会はシリアにおける反政府デモへの弾圧について「人道に対する罪」を犯していると指摘した[32]。アサド政権に対し、人権侵害をやめ、海外メディアや人権監視団体などを受け入れるよう要請した。
- 2014年2月17日 - 国連の北朝鮮における人権状況に関する国連調査委員会は、北朝鮮（朝鮮民主主義人民共和国）による日本人や韓国人の拉致問題、強制収容所における政治犯への拷問や虐待などの北朝鮮人権問題に関して、「人道に対する罪」に当たるとの初判断を下した[33]。
- 2016年2月15日までに、北朝鮮における人権状況に関する国連調査委員会の特別報告者であるマルズキ・ダルスマンが北朝鮮で「人道に対する罪」に相当する人権侵害が行われているとした。ダルスマンは金正恩第1書記を含む指導部の刑事責任追及の方法を検討するように促す報告書をまとめ、国連人権理事会に提出した[34]。